# Madonna Connestabile
Madonna Connestabile – obraz włoskiego malarza i architekta Rafaela namalowany ok. 1502–1504 lub ok. 1504.
Obraz należał do rodziny Conestabile. W 1871 roku zostało sprzedane carowi Rosji Aleksandrowi II, które wręczył je jako prezent swojej żonie Marii Aleksandownej. W 1881 roku obraz trafił do Ermitażu.
Według pierwotnego pomysłu mały Jezus miał bawić się owocem granatu, symbolizującym Mękę Pańską. Rafael zmienił plan, zastępując owoc książką. Madonna jest skupiona na modlitwie, Dzieciątko zaś jest w ruchu. W tle rozciąga się wiosenny wiejski pejzaż, zdominowany przez jeziora i ośnieżone szczyty. Przedstawiony na pejzażu motyw gór stanowi ewenement, gdyż taki motyw nie pojawia się na obrazach innych malarzy renesansowych tworzących w środkowych Włoszech.
Obraz namalowany jako tondo. Do czasów współczesnych zachowała się oryginalna rama.